# Argyractis malcusalis
Argyractis malcusalis là một loài bướm đêm trong họ Crambidae.